# 比萨克
比萨克（法語：Bussac，法語發音：[bysak]）是法国多尔多涅省的一个市镇，位于该省中北部略偏西，原属佩里格区，2017年起划至农特龙区。

## 地理
比萨克（45°16'20"N, 0°36'23"E）面积16.84 平方千米，位于法国新阿基坦大区多爾多涅省，该省份为法国西南部内陆省份，是法國本土面积第三大的省，大致对应佩里戈尔地区，北起顺时针与夏朗德省、上维埃纳省、科雷兹省、洛特省、洛特-加龙省、吉倫特省和滨海夏朗德省接壤。
与比萨克接壤的市镇（或旧市镇、城区）包括：布尔代耶、比拉、拉沙佩勒戈纳盖、利勒、芒西尼亚克、莱韦克堡。
比萨克的时区为UTC+01:00、UTC+02:00（夏令时）。

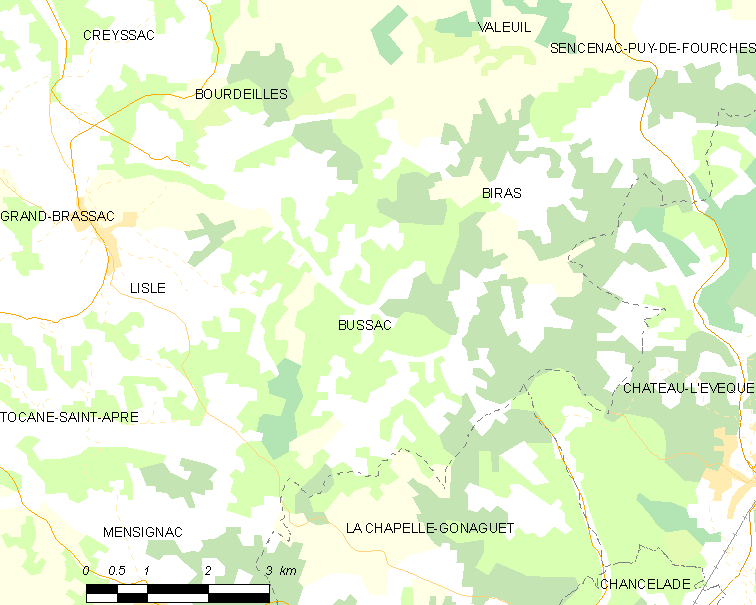
比萨克的OSM定位图

## 行政
比萨克的邮政编码为24350，INSEE市镇编码为24069。

## 政治
比萨克所属的省级选区为佩里戈尔地区布朗托姆县。

## 人口

1962-2008年间比萨克人口变化图示

比萨克于2022年1月1日时的人口数量为385人。